# Weißlacker
Il Weißlacker (anche riportato con la grafia Weisslacker),  o Bierkäse, è un formaggio  a base di latte vaccino della Baviera, in Germania.  Dal 2015, il formaggio viene riconosciuto con la Denominazione di origine protetta assieme all'Allgäuer Weißlacker dell'Algovia.

## Caratteristiche
Il Weißlacker viene sottoposto a stagionatura superficiale per sette mesi in luoghi molto umidi, ha un sapore delicato, pungente e salato e un odore forte. L'alimento viene a volte consumato con la birra, da cui il nome Bierkase (letteralmente "formaggio di birra"). Alcuni sostengono che sia meglio evitare di accompagnarlo al vino in quanto quest'ultimo avrebbe un gusto troppo prevaricante. Questo formaggio viene anche servito su piccole fette di pane nero o pumpernickel e fette di cipolla nonché zuppe e salse. Il latticino funge anche da ingrediente per alimenti come gli spätzle al formaggio. Il weiss ("bianco") nel nome del formaggio è un riferimento al colore pallido della sua crosta.